# Oberer Schönalmsee
Oberer Schönalmsee är en sjö i Österrike.   Den ligger i förbundslandet Salzburg, i den centrala delen av landet, 240 km sydväst om huvudstaden Wien. Oberer Schönalmsee ligger 2 096 meter över havet.
I omgivningarna runt Oberer Schönalmsee växer i huvudsak blandskog. Runt Oberer Schönalmsee är det glesbefolkat, med 20 invånare per kvadratkilometer.